# Кушікацу
Кушікацу (яп. 串カツ) або кушіаґе (яп. 串揚げ) — японська страва з м'яса чи овочів нанизаних на шампурі і смажених у фритюрі. Японською, куші (яп. 串) означає шампур, а кацу — м'ясну котлету смажену у фритюрі.

## Інгредієнти

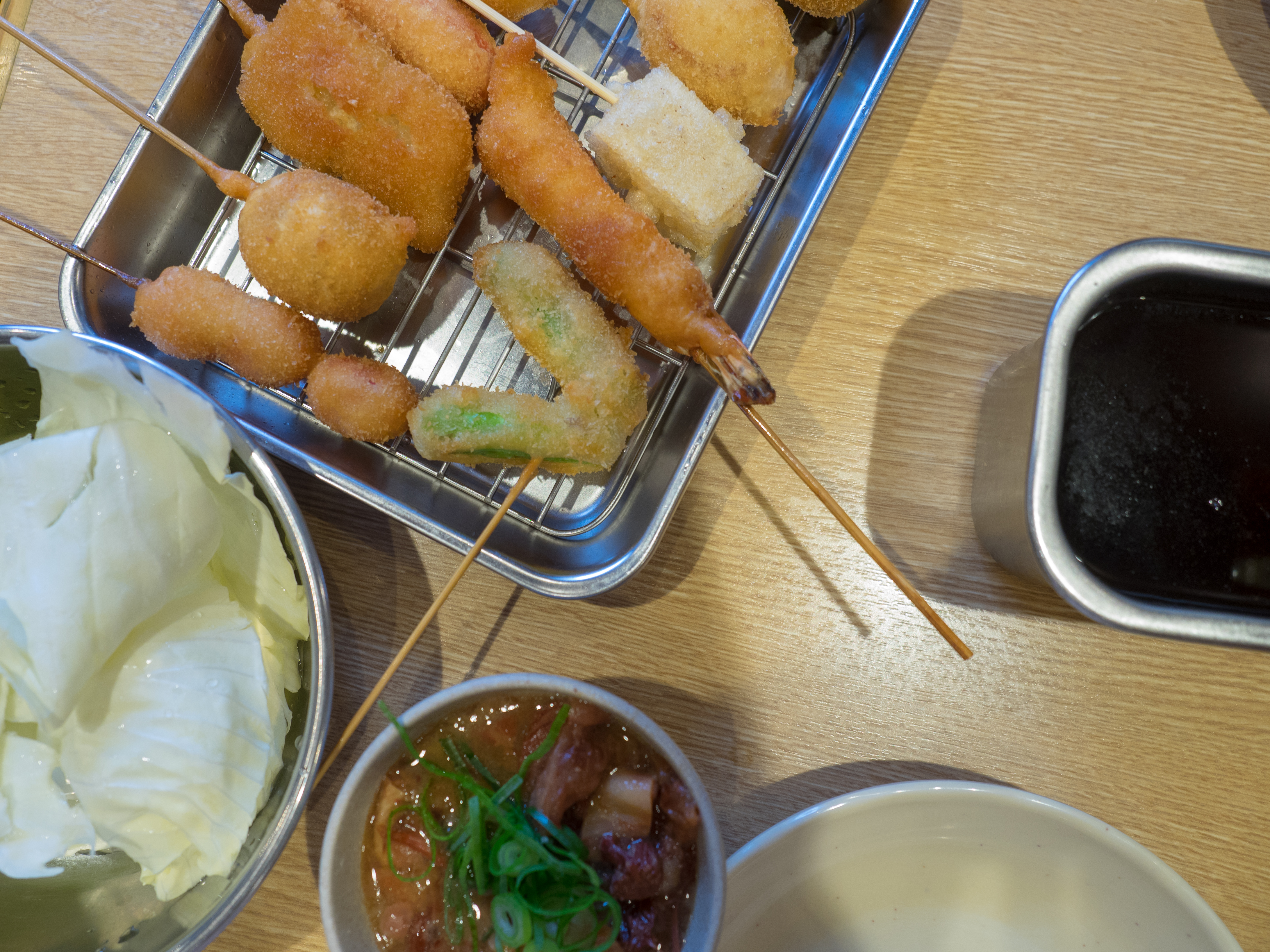
Кушікацу в Шінсекай.

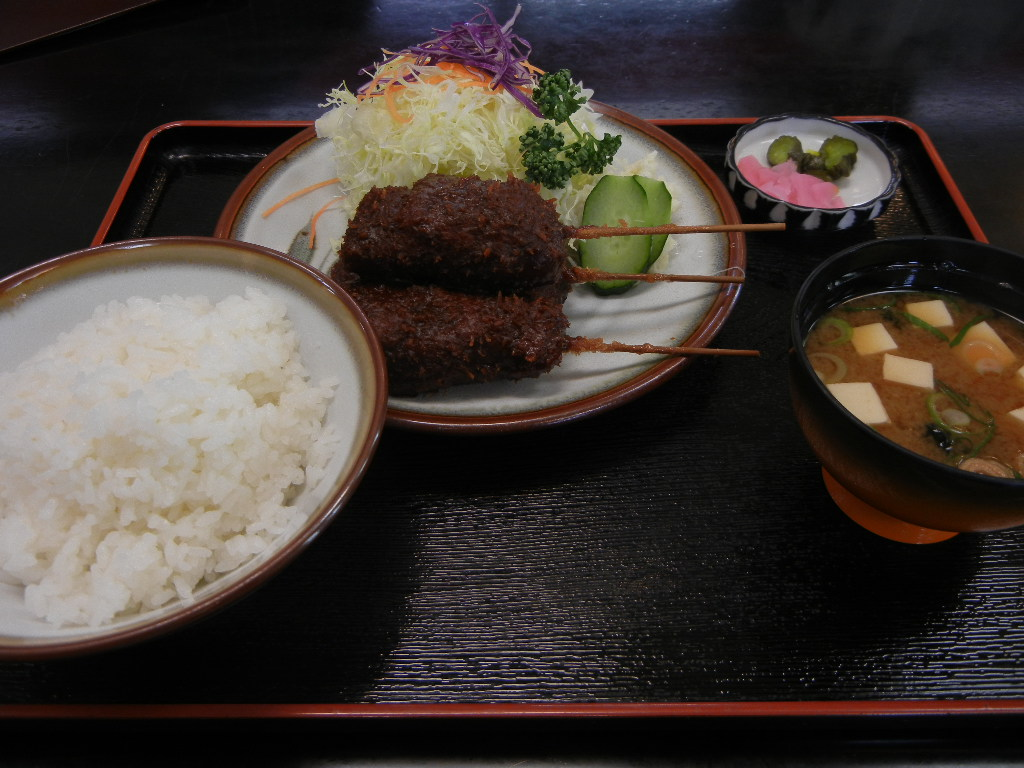
Нагоя місо кушікацу.

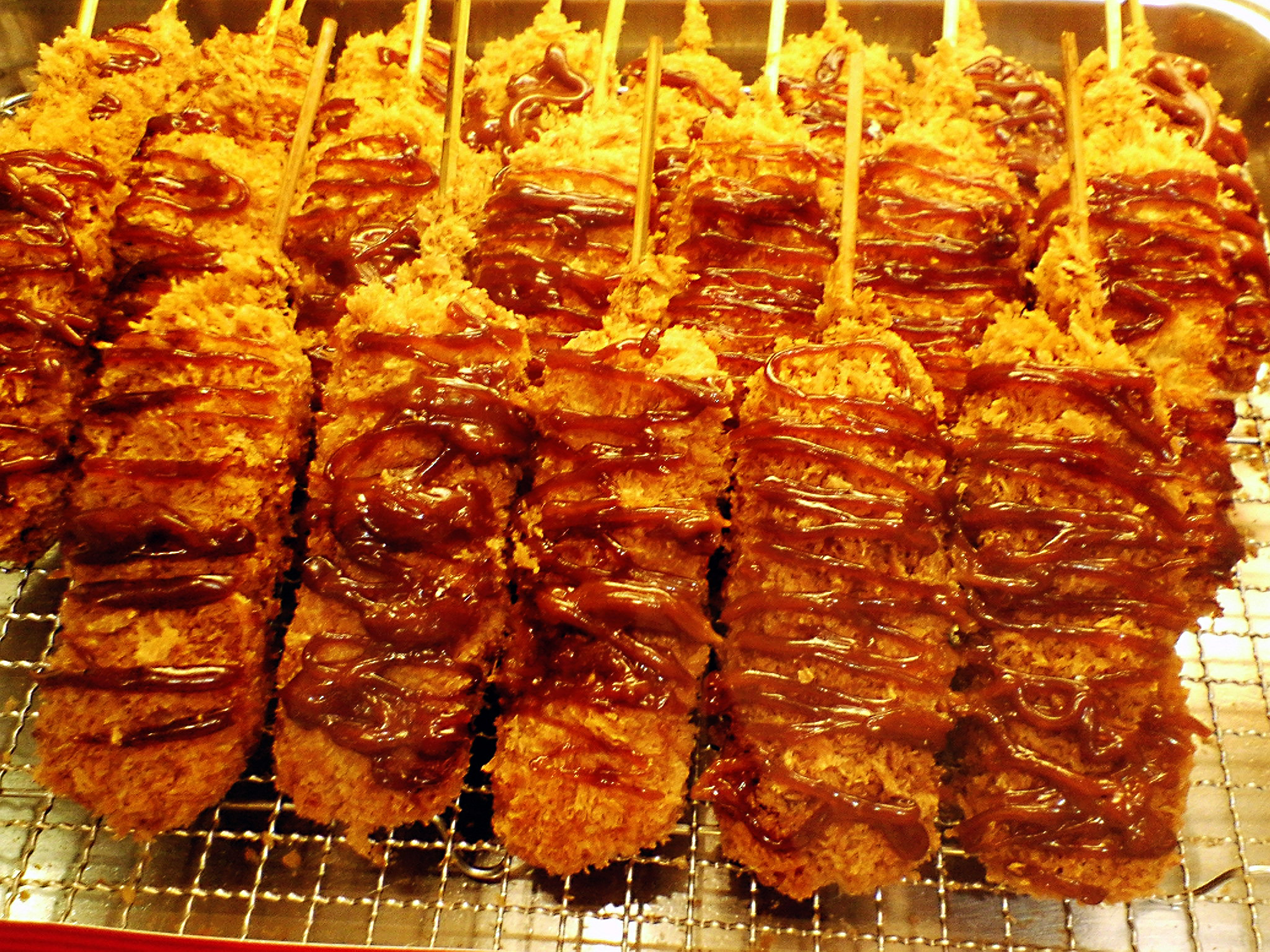
Місо кушікацу, кушікацу з соусом місо. Виник в регіоні Нагої.

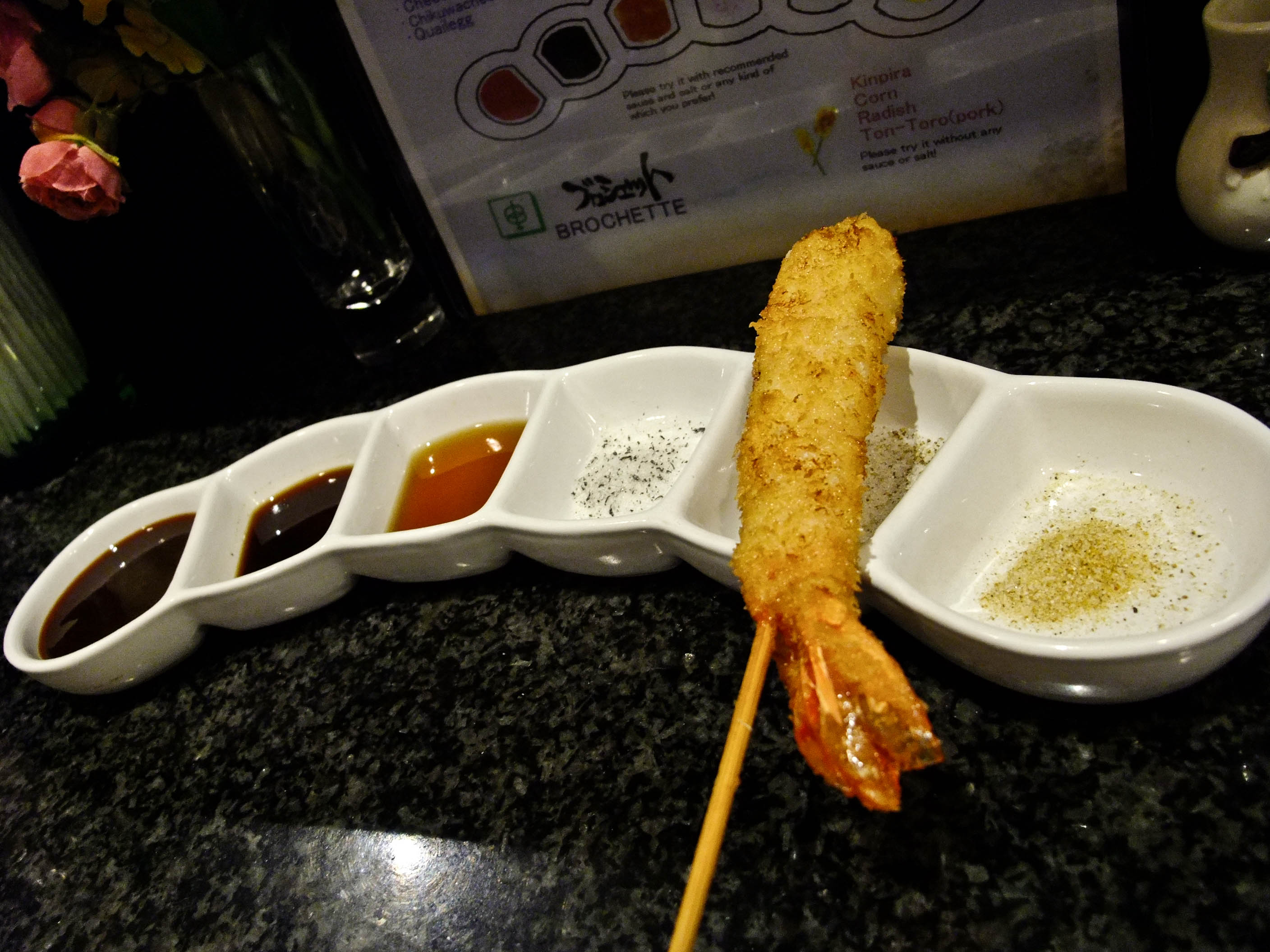
Кушікацу з різними соусами.

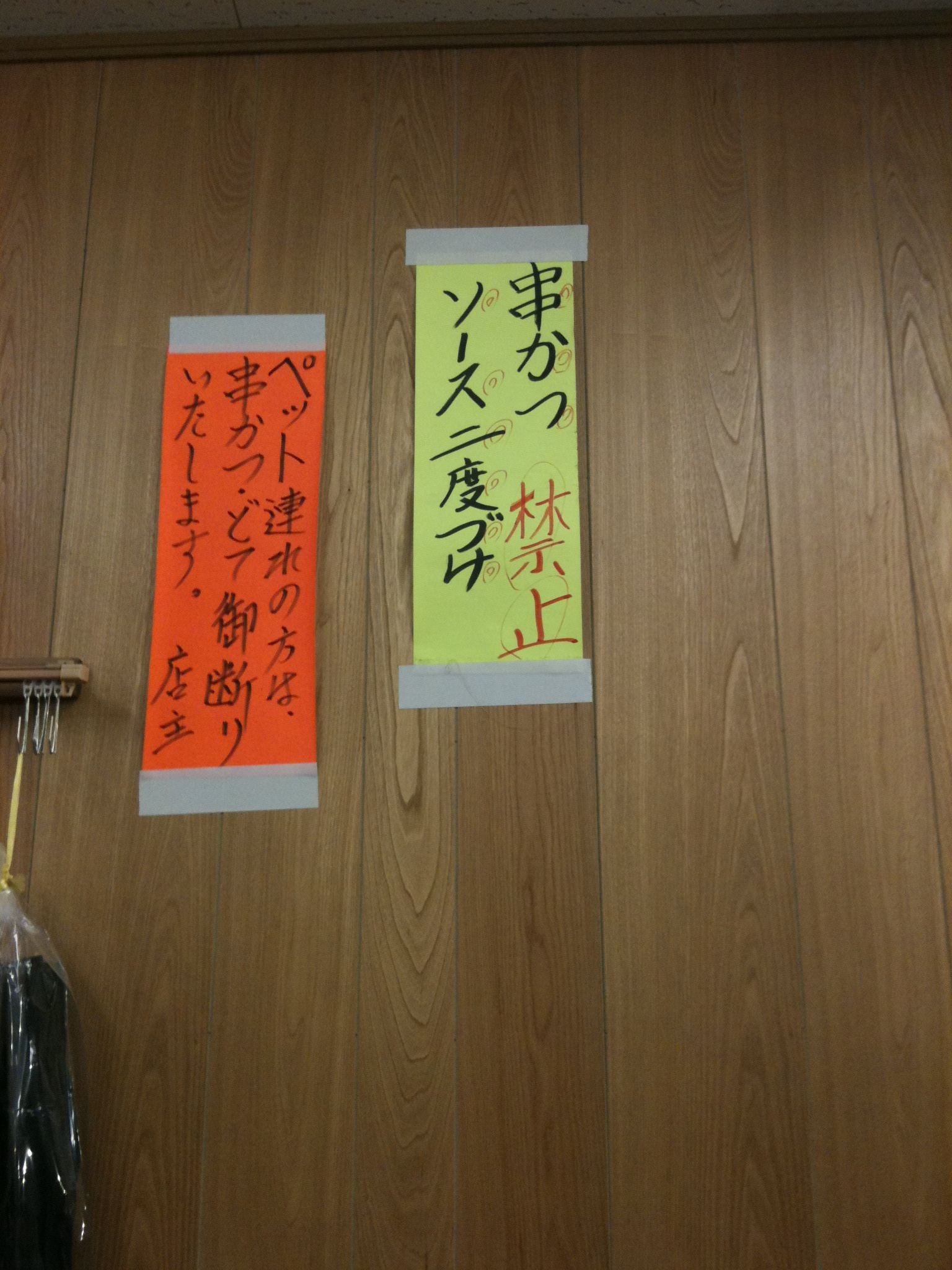
Напис японською, прохання не занурювати кушікацу в соус двічі.

Кушікацу можна приготувати з курятини, свинини, морепродуктів та сезонних овочей. Їх нанизують на бамбукові куші; занурюють у яйце, борошно та панко; і смажать у фритюрі на рослинній олії. Їх можна подавати самі собою або з соусом тонкацу.
М'ясо
Яловичина (ґюніку), свинина (бутаніку), хрящі (нанкоцу), ковбаса, курятина, включаючи кульки з фаршу (цукуне), мускульний шлунок (сунаґімо), шкіру (торікава), конина (баніку), курячі яйця і яйця перепілки японської.
Морепродукти
Ставрида атлантична (адзі) та інші риби (Spirinchus lanceolatus, Hypomesus nipponensis (вакасаґі)), креветки (ебі), японський гребінець (хотат або кайбашіра), устриці (какі), восьминіг (тако), кальмари та каракатиці (іка).
Овочі
Цибуля, баклажани (насу), бамбукові пагони (такеноко), бамія, помідори, картопля, солодка картопля, болгарський перець (піман), корінь лотоса (ренкон), великий лопух (ґобо), гарбуз (кабоча)), брокколі, спаржа, гриби шіїтаке, часник і перець шішіто.
Продукти та інші готові страви
Рибні продукти: тікува, ханпен (продукт виготовлений з сурімі) та камабоко.
Молочні продукти: тверді, вершкові та копчені сири.
Готові страви: болгарський перець, фарширований свинячим фаршем; спаржа, обмотана смужками бекону; тікува, наповнена твердим сиром; мочі; цзяоцзи; шумай та бені шоґа.

## Географічні різновиди

### Район Осаки
Кажуть, що кушіаґе походить з закладів харчування в центрі міста Осака, в районі Шінсекай. Ресторани кушікацу спеціалізуються на цій страві. Власниця невеликого ресторану в Шінсекай вважається першою, хто подала цю страву (1929 рік). Вона готувала смажене у фритюрі м'ясо на шампурах, що було свого роду фаст-фудом, зручним для вживання, не дорогим і ситним.
Ця страва поширилася на інші райони Осаки та за її межами. Стандартним варіантом вважається використання одного інгредієнта на шампурі, на відміну від Токіо, де, наприклад, поперемінно нанизують свинину та цибулю.
В Осаці їжа на шпажці менша, і клієнти, як правило, замовляють більшу кількість шпажок порівняно з Токіо чи Нагоєю, де вона більша. Це спонукало багато ресторанів кушікацу в Осаці використовувати напівфабрикат для кляру з яєць в порошку та борошна (порівняно з Токіо чи Нагоєю, де тісто готується зі свіжим яйцем, водою та борошном, і паніровкою панко). Елітні ресторани кушікацу в Осаці подають страву в токіо-нагойському стилі. Для більш м'якої текстури додається тертий ямс. Нові типи ресторанів кушікацу подають страву у стилі фондю, де клієнти готують її власноруч за столом на глибокій сковороді з олією.
Кушінобо — це типовий ресторан високого класу кушікацу в стилі Осаки з франшизами по всій Японії, і він цінується за унікальний стиль подачі — поки клієнт не повідомить офіціанта, що він ситий, офіціант продовжить подавати варіації кушікацу.
Нарізане кубиками листя капусти — це безкоштовний супровід кушікацу, що подається у великій мисці, і, який, як вважають, запобігає появі неприємних відчуттів у шлунку.

### Район Токіо
Кушікацу звичайне для району Канто на сході Японії, включаючи Токіо, готується зі свинячих ребер, нарізаних кубиками розміром 3-4 см, нанизане на шпажку почергово з нарізаною цибулею або цибулею-порей. Інгредієнти в паніруванні смажаться у фритюрі на рослинній олії — бавовняній, соєвій, ріпаковій. За столом шпажки приправляються густим коричневим соусом, солодшим за вустерширський соус.

### Район Нагої
У Нагої кушікацу подають з густим соусом з спеціального типу червоного місо — хатчо-місо, а власне кушікацу називають місо-кацу.

### Інші сорти
Складні соуси готують у різних регіонах, зокрема в Нісіномії та Кобе, і при подачі кушікацу декілька соусів супроводжуватимуть страву. Звичайна сіль, соєвий соус, кунжутна олія та кетчуп разом із соусом тартар, місо, майонезом та іншими соусами у стилі дип можуть подаватися залежно від особливостей кожного ресторану.

## Спосіб споживання
Кушікацу занурюють у горщик з соусом перед споживанням. Оскільки цей горщик подається один на стіл, повторне занурення їжі після укусу є антисанітарним та сприймається як ознака поганих манер. Щоб додати соус на кушікацу використовують скибочки капусти, якими зачерпають соус із горщика. У деяких ресторанах подають щітку або ложку до спільного горщика, для додавання соусу.
У деяких ресторанах кушіякі є меню та інструкції англійською та іншими мовами, щоб попередити відвідувачів не занурювати їжу в спільний соусник, після того як їжа була вкушена.

## Дитячі пісні
Комічна пісня про кушікацу під назвою "Кушікацу ва іппон" стала популярною серед покоління, яке народилося в 1990-х роках, коли вона була в дитячій пісенній програмі на телеефірі.
- "Кушікацу ва іппон" — трансляція на каналі NHK
- "Дарума но Оссан но Ута - сосу но нідодзуке ва кінші я де" — Пісня, присвячена пану Дармі - ніколи не занурюй своє кушікацу двічі в соусник